# Реян Даскалов
Реян Даскалов (роден на 10 февруари 1995 г.) е български футболист на Локомотив София. Продукт на Академия Литекс. Играе еднакво добре като плеймейкър и опорен халф, силният му крак е десният.

## Състезателна кариера
Започва да тренира футбол на 8-годишна възраст във ФК Левски 2000 (Русе), първият му треньор е Цоню Кюранов. Четири години по-късно се явява на ежегодните тестове в Академия Литекс.
Първият му треньор в Литекс е бразилецът Жоел Рамос. Минава през всички възрастови формации на „оранжевите“, а треньори през годините са му били специалисти като Димитър Здравчев, Пламен Линков, Николай Димитров-Джайч, Евгени Колев и Даниел Моралес.
През февруари 2013 година старши треньорът на Литекс Христо Стоичков го взима в първия отбор. Младокът тренира с мъжете, попада в групата за редица мачове.
Прави официален дебют за първия състав на 19 май 2013 г. в шампионатен мач срещу отбора на Пирин (Гоце Делчев), когато Стоичков му гласува доверие и го пуска като смяна на Ванжер.
От началото на 2015 г. до края на сезона играе под наем в състава на Черноморец Бс..

## Национален отбор
През октомври 2013 година получава първата си покана от селекционера на националния отбор до 19 години Александър Димитров. Взима участие в европейските квалификации срещу отборите на Словакия, Гърция, Албания и Швеция в които отбелязва два гола.

## Успехи
- Шампион Елитна юношеска група до 19 години 2012 – 13
- Шампион Елитна юношеска група до 19 години 2013 – 14